# أسفلت نيترو
أسفلت نيترو أو Asphalt Nitro هي الإصدار الثاني عشر من سلسلة أسفلت ، وهي لعبة سباق تم تطويرها وتوزيعها بواسطة جيم لوفت. و هي جزء من سلسلة أسفلت .

## اللعبة
حصريًا لنظام أندرويد ، تم إصدار أسفلت نيترو رسميًا في 13 مايو 2015 ، بحجم 15 ميجابايت  ، و قبل 25 ميجابايت، أما الحجم الجديد 35 ميجابايت. خضع أسفلت نيترو لإصلاح كبير في نوفمبر 2015 ، لا سيما مع الإصدار المجاني في متجر جوجل بلاي ، إضافة أنظمة VIP وزيادة الحد الأقصى لعدد السيارات في فئة واحدة إلى سبعة. كما تم تعديل سيارتين بين أسفلت 8 و أسفلت نيترو : فورد Shelby GT500 المستخدمة في اللعبة الآن 2013 نسخة بدلاً من إصدار 2010. Jaguar F-Type R المستخدم في اللعبة هو طراز AWD coupe بدلاً من الطراز القابل للتحويل.
هناك أيضًا إصدار في جافا من أسفلت نيترو، والذي يجمع بين طريقة اللعب لإصدار أندرويد من اللعبة مع الدقة الرسومية وبعض عناصر اللعب لعناوين أسفلت القديمة، مثل عداد Wanted (أحد عناصر ألعاب أسفلت القديمة). بالإضافة إلى ذلك، يتميز المسار بموقع فريد في هذا الإصدار من اللعبة، اليابان (استنادًا إلى طوكيو). ومع ذلك، لا يوجد سوى 10 سيارات في هذا الإصدار، وكلها تستند إلى ظهورها في الإصدار الأولي من اللعبة، حصريًا لـ متجر جيم لوفت. نسخة جافا من اللعبة هي في الأساس نسخة معدلة من منفذ J2ME في أسفلت 6
من الإصدار 1.0.0 ، تم دمج نظام المكافآت اليومية، والذي يتطلب الاتصال بالإنترنت، ولكن مع المزيد من المكافآت كل يوم. إذا خسرت يومًا، فسيتم الاحتفاظ بالجائزة حتى يوم المطالبة بإلغاء قفل الجائزة التالية، لذلك يتعين عليك تسجيل الدخول كل يوم في نفس الوقت في اليوم 90 ، حيث يتم منح سيارة Mercedes-Benz Silver Lightning مجانًا، ثم ابدأ من جديد بنفس الأسعار.
تتضمن اللعبة نظام VIP ، عنصر لعب لسلسلة أسفلت، تم تقديمه في هذه اللعبة وإضافته إلى أسفلت 8 من خلال تحديث ريو دي جانيرو . يضيف حافزًا لعمليات الشراء داخل التطبيق، حيث يساوي كل دولار أمريكي يتم إنفاقه في اللعبة 15 نقطة VIP ، مما يتيح الوصول إلى محتوى إضافي، أحيانًا حصريًا للعبة، بالنسبة لـ أسفلت نيترو ، يكون مستوى VIP من 1 إلى 6 ، حيث إذا تقدمت، يمكنك الحصول على تحسينات طوال اللعبة: المزيد من الائتمانات لكل سباق يتم لعبه، وخفض مشتريات السيارات من أي فئة، وفتح المستوى 7 من سيارات الفئة D ، C ، B ، A ، S ، أفضل المكافآت ؛ إلخ.
لمعلوماتك، يمكنك المطالبة بشريحة مجانية لكل مقطع فيديو تشاهده في قسم Free Chips ، ولكن من الأسهل كسب أرصدة مع كل سباق.
في عام 2021 أعلن شركة جيم لوفت نسخة جديدة معين من لعبة Asphalt Nitro 2 بحجم 50 ميجا بايت مجانا يمكنك تحميل لعبة في متاجر أكترونية أخرى وليس في متجر جوجل بلاي وهي الأجهزة الضعيفة بنظام الاندرويد
وسوف يتيم أنشاء نسخة جافا من اللعبة للهواتف مميزة مثل Nokia 5310 2020 في شهر القادم Q4/Q6
تاريخ الإصدار لعبة جديدة 2021 July 28